# Bondigui (Burkina Faso)
Cet article concerne le village chef-lieu. Pour le département et la commune rurale, voir Bondigui (département).
Bondigui est un village du département et la commune rurale de Bondigui, dont il est le chef-lieu, situé dans la province de la Bougouriba et la région du Sud-Ouest au Burkina Faso.

## Géographie

### Démographie
- En 1996, le village comptait 2 465 habitants recensés[2].
- En 2006, le village comptait 3 427 habitants recensés, dont 50,1 % de femmes[1].